# San Javier de Loncomilla
San Javier, cuyo nombre completo es San Javier de Loncomilla, es una ciudad y comuna de Chile, ubicada en la provincia de Linares, perteneciente a la Región del Maule, en la zona central de Chile. Su nombre honra al sacerdote jesuita san Francisco Javier y el topónimo Loncomilla significa en mapudungun cabeza de oro. 
La ciudad se ubica a 24 kilómetros al sur de la capital regional, Talca, y a 31 km al norte de la capital provincial Linares, a 10 km de Villa Alegre, en la ribera sur del río Maule. Fundada el 18 de noviembre de 1852, ya para el 2021 la comuna tiene más de 46 000 habitantes.
Se caracteriza por ser una región esencialmente vitivinícola. Los viñedos locales pertenecen a la zona denominada valle del Loncomilla, un subvalle del valle del Maule (según el Dto 464 del Min. de Agricultura), de donde provienen algunos de los mejores vinos chilenos.

## Historia

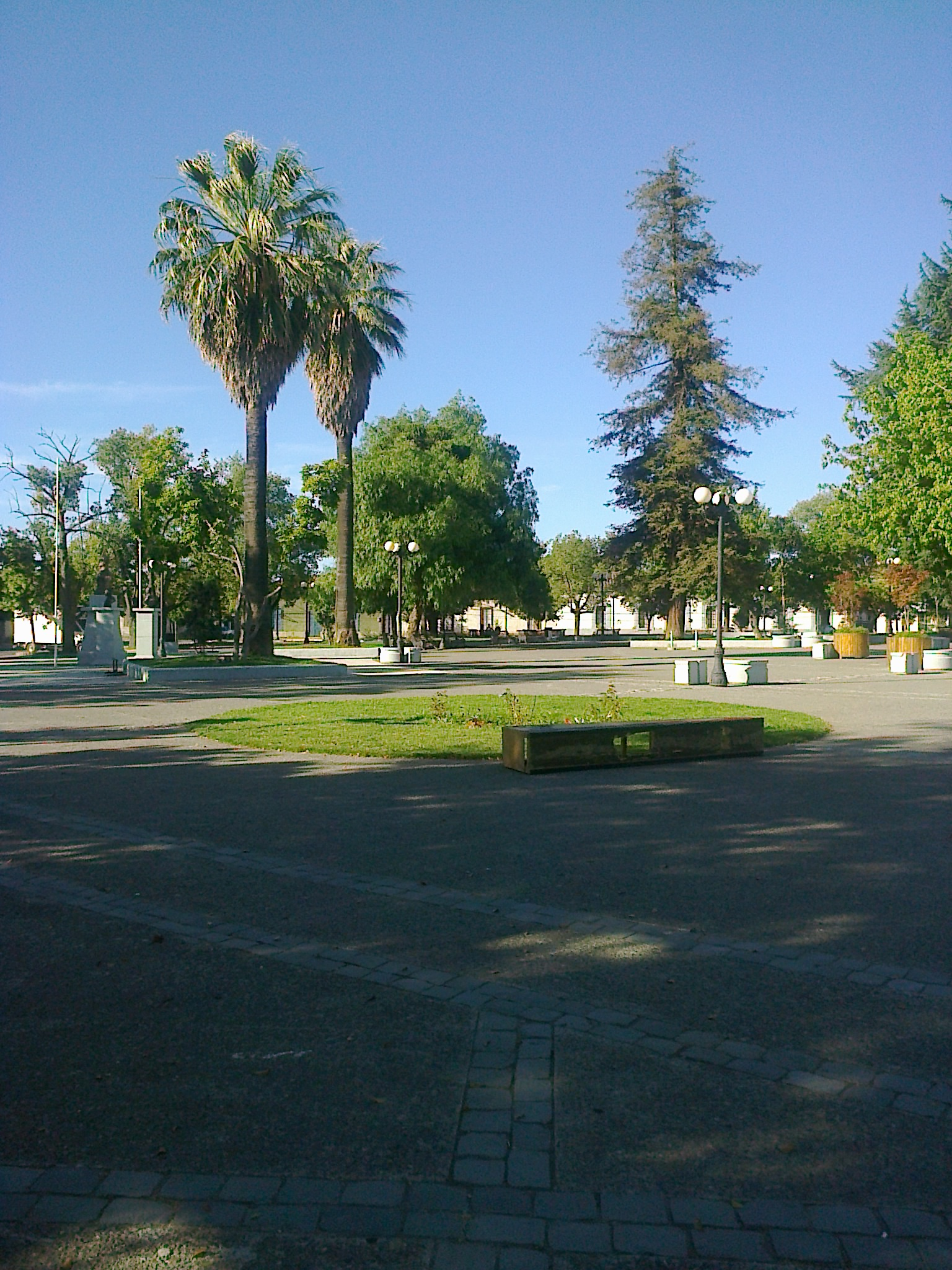
Plaza de Armas de San Javier.

San Javier fue fundada en 1852, al norte del lugar donde meses antes se desarrolló la batalla de Loncomilla, durante la llamada revolución de 1851, donde triunfaron las filas del presidente Manuel Montt. Fue pensada como lugar de descanso en la ruta entre Talca y Linares, además de ser centro de comercio y distribución de la naciente producción agrícola y vitivinícola de la zona.
El 11 de diciembre de 1873 pasó a ser cabecera del departamento de Loncomilla, y en enero del año siguiente se creó la Municipalidad de San Javier. El primer gobernador de Loncomilla fue Agustín del Solar, un estanciero de la zona, quien nombró en aquellas fechas a Manuel Antonio Errázuriz (1.er alcalde), Francisco Antonio Rodríguez (2° alcalde) y Justo García (3.er alcalde). El 24 de mayo de 1876, Errázuriz renunció y Rodríguez pasó a ser el nuevo 1.er alcalde.
Diez años más tarde, gracias a los aportes de la comunidad y el gobierno de la época se dio inicio a la construcción del Hospital de San Javier, que fue inaugurado el 22 de mayo de 1887. El gran impulsor de la obra fue José Luis Donoso.

### Sanjavierinos
El sanjavierino o loncomillano más famoso es el connotado historiador chileno Francisco Antonio Encina, Premio Nacional de Literatura 1955, autor de la famosa Historia de Chile desde la Prehistoria hasta 1891. En la comuna también han nacido destacados poetas como Jerónimo Lagos Lisboa y Raimundo Echevarría y Larrazábal. Entre los políticos, destaca Adolfo Armanet Vergara. Otros personajes que han nacido o vivido en estas tierras son Miguel Aylwin, que llegó a encabezar la Corte Suprema y padre del presidente Patricio Aylwin, que lideró la transición a la democracia; Sergio Muñoz Gajardo, que presidió la Corte Suprema en 2014-2016.

## Geografía

### Geomorfología

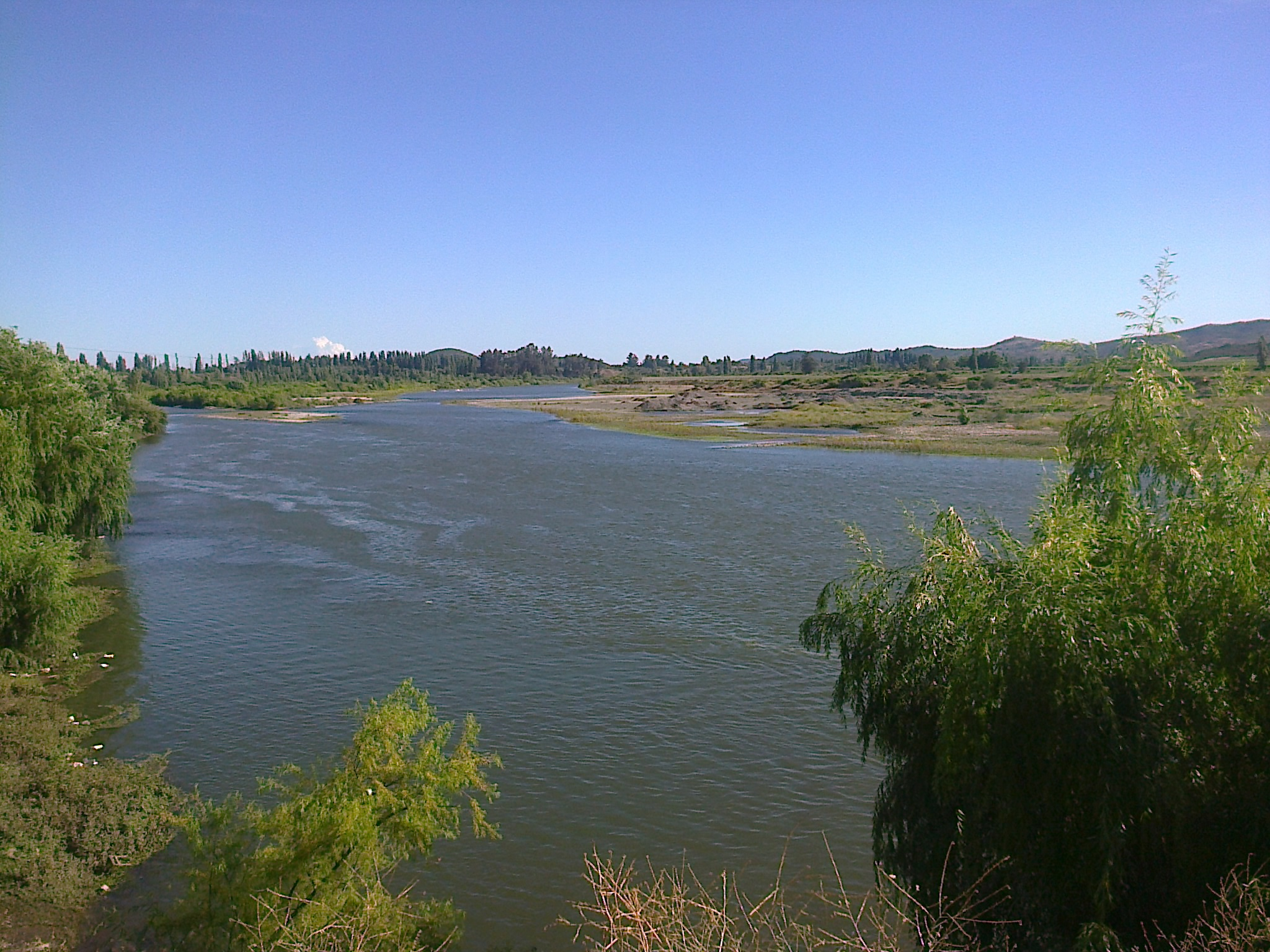
Río Loncomilla a su paso por el sector de Juntas Viejas, en el suroeste de la ciudad.

La comuna tiene una superficie de 1,313.4 km² (507 millas cuadradas). La comuna de San Javier se encuentra emplazada en las unidades geomorfológicas de Llanos de sedimentación fluvial o aluvional, Cordillera de la costa y Llano central fluvio-glacio-volcanico. La del este (y más pequeña) parte de su territorio se encuentra dentro de la vega, en el centro o depresión intermedia (valle central de Chile); pero la parte occidental es más extensa, montañosa y seca, un típico terreno de la cordillera de la Costa, que requiere de riego suplementario en apoyo de sus variados cultivos. Esta área se presta muy bien a la vitivinicultura, al cultivo de cereales y las plantaciones de coníferas. Por lo tanto, San Javier está dotado con algunos de los mejores viñedos y vinos de calidad del feraz valle del Maule, que forma parte del valle central, de por sí una región vitivinícola.

### Clima
Presenta según la clasificación climática de Köppen clima mediterráneo de lluvia invernal (Csb).

### Hidrología
Esta comuna se halla entre las cuencas costeras entre río Maule y límite regional y la cuenca del río Maule. La comuna posee diversos cuerpos de agua, entre los que se destacan el río Loncomilla, río Maule y río Perquilauquen.
La ciudad está situada en la margen derecha del río Loncomilla, que posee un curso sur-norte. A pocos kilómetros al norte de San Javier está el gran río Maule, del cual el Loncomilla es su principal afluente. Al extremo suroeste de la comuna, corre hacia el este el río Purapel (contrariamente a la mayoría, que corren en dirección opuesta), afluente -aunque menor- del Loncomilla, que baña la comuna de sur a norte.
Históricamente, la parte este de la comuna está situada en lo que en el Chile colonial se llamaba isla del Maule, en referencia a las aguas de los ríos Maule, Loncomilla y Perquilauquén, todos interconectados; a las que debían sumarse las nieves andinas.

## Medio ambiente

### Componentes bióticos

Trazado simplificado de los ecosistemas y cuerpos de agua presentes en la comuna de San Javier.

Dentro del territorio de la comuna se pueden hallar los siguientes ecosistemas:
- Bosque caducifolio mediterráneo costero donde predominan Nothofagus glauca y Azara petiolaris (En peligro crítico)
- Bosque caducifolio mediterráneo costero donde predominan Nothofagus glauca y Persea lingue (En peligro crítico)
- Bosque esclerófilo mediterráneo interior donde predominan Lithrea caustica y Peumus boldus (En peligro)
- Bosque espinoso mediterráneo interior donde predominan Acacia caven y Lithrea caustica (En peligro)

### Medidas de protección ambiental y conflictos socioambientales
Hasta 2022, la comuna de San Javier cuenta con las siguientes zonas que poseen algún nivel de protección ambiental:
- Matorral Esclerófilo de Vaquería (Sitios ERB)[12]
- Pichamán (Sitios ERB)[13]

## Demografía
De acuerdo al censo del 2017, la comuna cuenta con un total de 45 547 habitantes Desde un punto de vista censal, la comuna posee solo dos entidades urbanas distinguibles: San Javier propiamente tal, y Bobadilla. 
Según el estudio desarrollado por el Índice de Calidad de Vida Urbana del 2019, la ciudad se encuentra penúltima en cuanto a calidad de vida urbana, solo superando a La Pintana.

## Administración

### Municipalidad
La Municipalidad de San Javier para el periodo 2024-2028 es dirigida por el alcalde reelecto Jorge Eduardo Ignacio Silva Sepúlveda (Partido Demócrata Cristiano - Contigo Chile Mejor) y el concejo municipal conformado por los concejales:
- María Ester González Norambuena (Partido Socialista de Chile)
- Juan Luis Bustos Cariaga (IND - Partido Demócrata Cristiano)
- Luis Reveliño Alarcón Núñez (Unión Demócrata Independiente)
- Rodrigo Alejandro Osorio Opazo (Frente Amplio)
- Bárbara Suazo Rojas (IND - Unión Demócrata Independiente)
- Karen Valdés Villar (IND - Unión Demócrata Independiente)

### Representación parlamentaria
San Javier forma parte de la Circunscripción Senatorial IX y del Distrito Electoral 18. Es representada en la Cámara de Diputados del Congreso Nacional por los siguientes diputados:
- Gustavo Benavente Vergara (Unión Demócrata Independiente)
- Paula Labra Besserer (IND - RN)
- Jaime Naranjo Ortiz (Partido Socialista de Chile)
- Consuelo De Los Ángeles Veloso Ávila (Revolución Democrática)

En el Senado, la representan:
- Paulina Vodanovic Rojas (PS)
- Juan Antonio Coloma Correa (UDI)
- Juan Castro Prieto (IND - RN)
- Ximena Rincón González (PDC)
- Rodrigo Galilea Vial (RN)

## Economía
En 2018, la cantidad de empresas registradas en San Javier fue de 894. El Índice de Complejidad Económica (ECI) en el mismo año fue de 0,44, mientras que las actividades económicas con mayor índice de Ventaja Comparativa Revelada (RCA) fueron Servicio de Roturación de Siembra y Similares (139,45), Servicios en Cementerios (71,04) y Fabricación de Postres a Base de Leche: Helados, Sorbetes y Similares (67,96).

## Servicios

### Educación
San Javier cuenta con numerosos establecimientos educacionales de nivel preescolar, básico y medio.
- Instituto Regional del Maule
- Liceo Bicentenario San José
- Liceo Sagrados Corazones
- Colegio Leonardo da Vinci
- Liceo Manuel Montt
- Colegio Piaget
- Colegio Manuel de Salas
- Colegio Jerónimo Lagos Lisboa
- Colegio José Manuel Balmaceda
- Colegio Juan Salvador College
- Colegio Justa Narváez
- C.E.I.A.
- Ema Sepúlveda de Lobos

## Cultura
En el aspecto cultural San Javier destaca por ser la cuna de algunos de los más insignes representantes de la literatura chilena, entre los que destacan el historiador Francisco Antonio Encina y los poetas Raimundo Echevarría y Larrazábal (1897-1924) y Jerónimo Lagos Lisboa (1883-1958).
El pueblo de Nirivilo, ubicado en el sector occidente de la comuna, ha sido declarado Zona Típica y su iglesia, Monumento Histórico.
Dentro de la comuna también se encuentra el pueblo de Huerta de Maule fundado en el siglo XVIII y que cada 4 de octubre celebra a San Francisco de Asís, fiesta que reúne a numerosos devotos del Valle del Maule
Además cuenta con un moderno Teatro Municipal de San Javier (TMSJ), que tiene una cartelera llena de actividades para los habitantes de la comuna.

## Lugares de interés

### Arquitectura

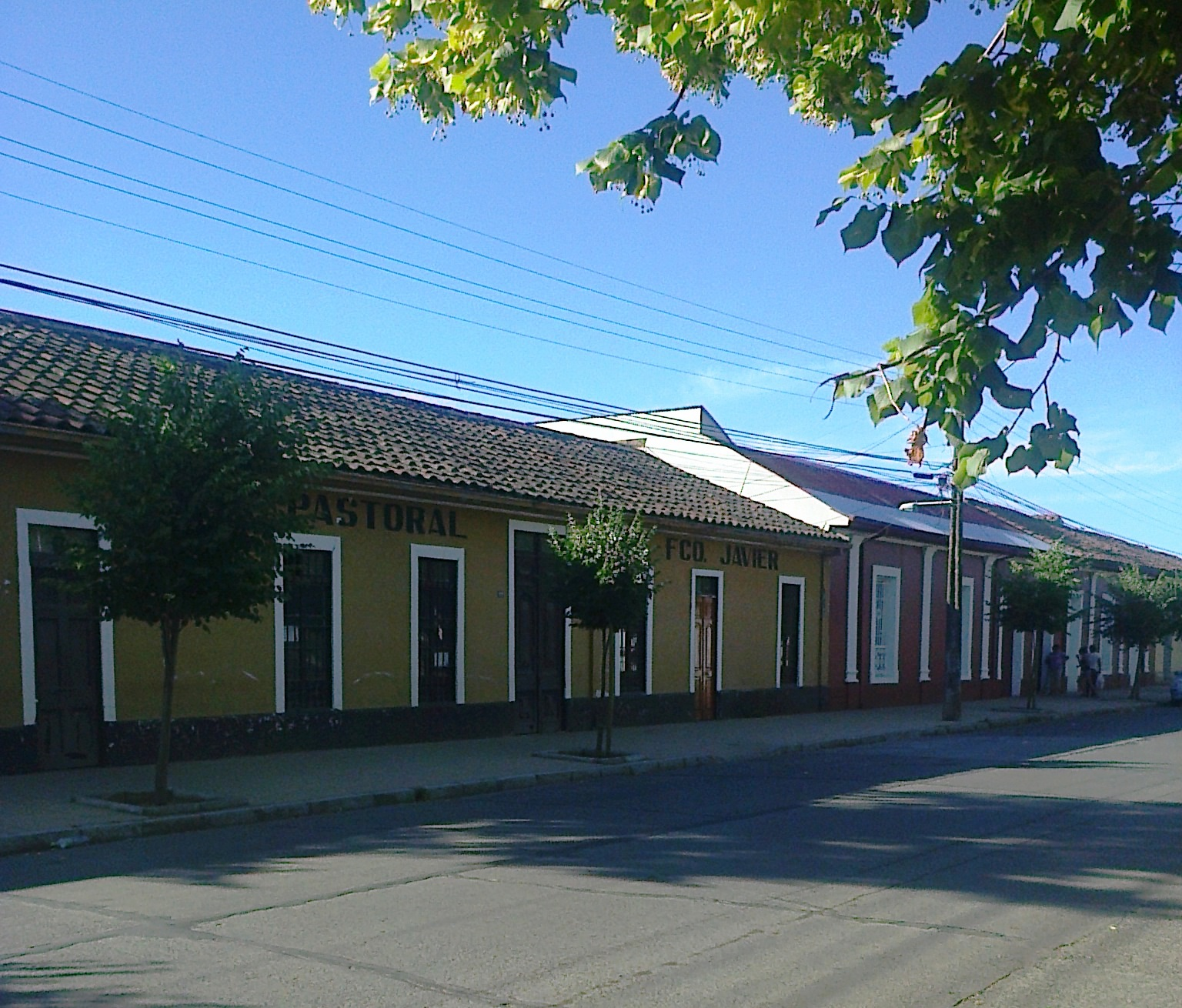
Casas típicas de San Javier

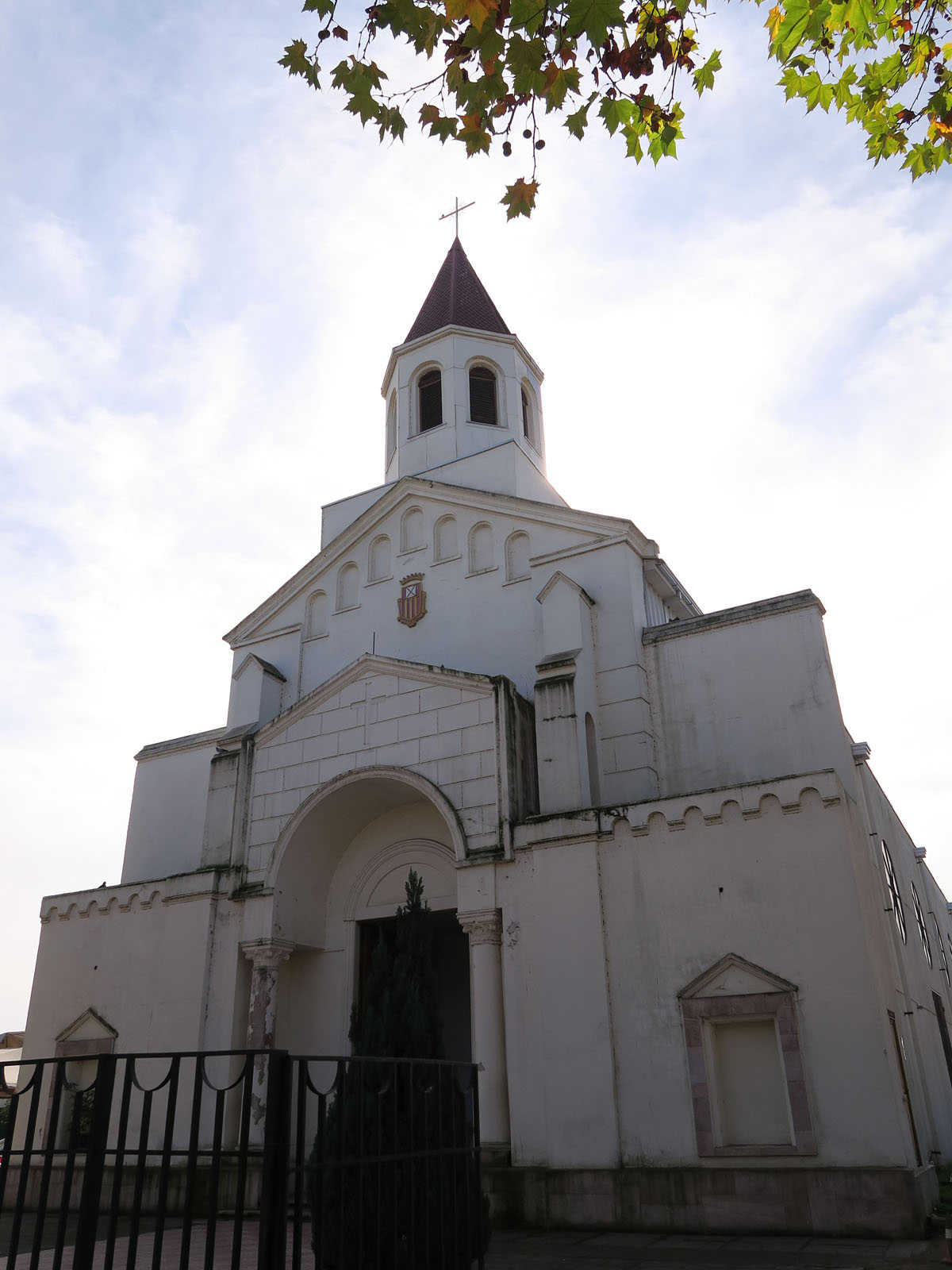
Parroquia La Merced.

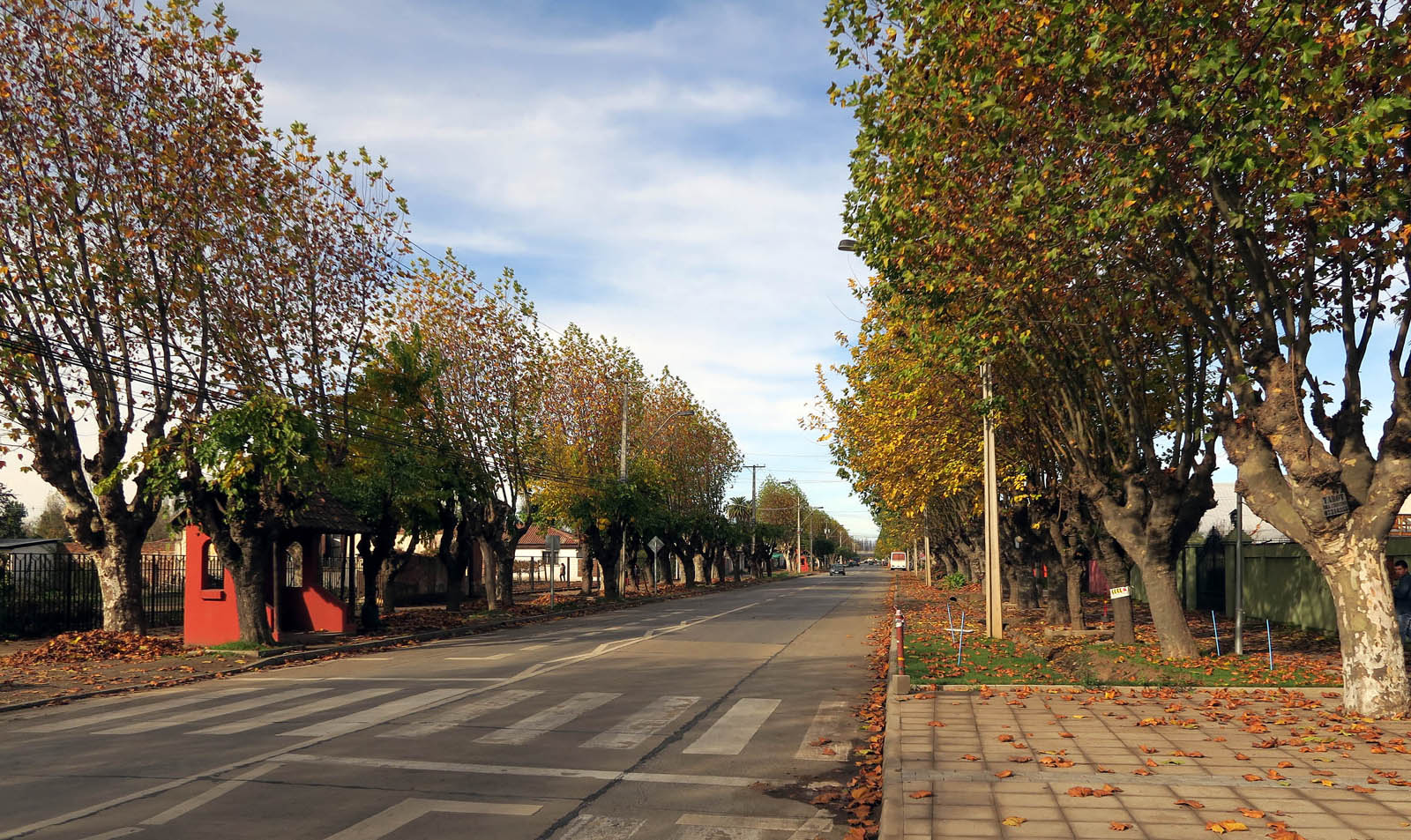
Avenida Balmaceda.

Hay muchos pueblos y entidades rurales más pequeñas dentro del territorio comunal; varios de ellos quedan muy distantes de los principales centros urbanos, por lo que están relativamente aislados de las más distorsionantes influencias culturales externas. De ahí que el municipio pueda presumir de varias localidades con arquitectura colonial rural bien conservada como, por ejemplo, Huerta de Maule, Nirivilo, Orilla de Purapel, Bobadilla, Caliboro y Melozal. Además, a lo largo de la carretera asfaltada que une las localidades de San Javier y Villa Alegre hay algunos ejemplos destacados de la arquitectura tradicional rural chilena, especialmente notable en las casas de fundo típicas de la región.
Algunas de las iglesias parroquiales de esta zona se encuentran entre las más antiguas de la diócesis de Linares y la región del Maule.

## Transporte

### Vías de comunicación
San Javier se conecta con el resto del país principalmente a través de la ruta 5 Panamericana o ruta del Maule, que la enlaza con el resto del país, y que cruza la comuna por su extremo este. Paralela a ella corre la línea férrea, cuya estación de trenes está localizada unos pocos kilómetros al este de la ciudad.
La ciudad cuenta con el servicio Tren Chillán-Estación Central que tiene detención en la Estación San Javier.
La moderna carretera denominada ruta de los Conquistadores se desprende de la ruta 5 en la comuna, y tiene un trazado noreste-suroeste, luego de cruzar el río Loncomilla; une con Tomé y Concepción, acortando sustancialmente los antiguos tiempos de viaje.
San Javier es también el comienzo de la carretera a Constitución, balneario regional situado en la provincia de Talca. Esta carretera tiene un sentido este-oeste.
Hacia el este, está la ruta a la represa hidroeléctrica de Colbún, que se conecta con las Termas de Panimávida. Hacia el sur de la ciudad de San Javier, se encuentra el camino pavimentado hacia Villa Alegre, en la comuna del mismo nombre.
San Javier posee un aeródromo municipal, situado junto a la ruta 5, al sureste de la ciudad.

## Medios de comunicación

### Radioemisoras
FM
- 92.7 MHz - Javiera FM
- 95.7 MHz - Ancoa (Linares)
- 104.5 MHz - Corazón FM
- 105.5 MHz - Digital FM
- 107.9 MHz - Nueva Vida